# Bela Vista do Maranhão
Pour les articles homonymes, voir Bela Vista (homonymie).
Bela Vista do Maranhão est une municipalité brésilienne située dans l'État du Maranhão.